# 5585 Parks
5585 Parks este un asteroid care intersectează orbita planetei Marte.

## Descriere
5585 Parks este un asteroid care intersectează orbita planetei Marte. Asteroidul prezintă o orbită caracterizată de o semiaxă mare de 2,71 ua, o excentricitate de 0,40 și o înclinație de 28,6° în raport cu ecliptica.